# Zopilotepec, Guerrero
Zopilotepec är en ort i Mexiko.   Den ligger i kommunen Atlixtac och delstaten Guerrero, i den sydöstra delen av landet, 230 km söder om huvudstaden Mexico City. Zopilotepec ligger 2 065 meter över havet och antalet invånare är 178.
Terrängen runt Zopilotepec är lite bergig. Runt Zopilotepec är det ganska glesbefolkat, med 40 invånare per kvadratkilometer. Närmaste större samhälle är Copanatoyac, 13,8 km öster om Zopilotepec. I omgivningarna runt Zopilotepec växer huvudsakligen savannskog.